# チャン・ナラ
チャン・ナラ（1981年3月18日 - ）は、大韓民国ソウル特別市恩平区葛峴洞出身の歌手、女優。中央大学校演劇科卒。父のチュ・ホソンと兄のチャン・ソンウォンも俳優である。母は元タレントのイ・ギョンオク。中華圏で特に人気が高い。

## 経歴・人物
小学5年の時、父チュ・ホソンが演出した舞台に出演したのを機に役者を目指すようになる。
2001年にドラマ『ニュー・ノンストップ』で女優デビュー。同年にアルバム『First Story』をリリースし歌手としても活動を始め、この年のSBS歌謡大祭典、MBC10大歌手歌謡祭で新人賞を受賞する。
2002年、セカンドアルバム『SWEET DREAM』でKBS歌謡大賞を受賞。2003年にはソン・シギョンと共に来日公演を行う。
その後は主に俳優としての活動が多く、歌手活動は休止状態である。
得意な楽器はオカリナ、フルート。
2022年、6月3日に6歳年下の一般男性と結婚を発表。

## 名前の漢字表記について
「ナラ（나라）」は「国」を意味する固有語であり、漢字表記はない。中国での活動名「張娜拉」は中国語の発音で「ナラ」に近くした当て字である。

## ディスコグラフィー

### アルバム
- 1集 First Story
- 2集 SWEET DREAM （2002年10月2日）
- 2.5集 장나라와 친구들 (チャン・ナラと友人たち)（2CD）
- 3集 3rd Story （2003年12月1日）
- 4集 나의 이야기 (私の物語) （2004年12月21日）
- 5集 She（2007年2月22日）
- 6集 DREAM OF ASIA（2008年3月25日）

中国語アルバム
- 1集 一張 (2005年）
- 2集 功夫 (2005年12月）

## Sweet Dream
「Sweet Dream」は、チャン・ナラの楽曲。 2002年10月2日発売のセカンドアルバム「Sweet Dream」のタイトル曲で彼女の代表曲である。作詞・作曲はBrandon Kirkham、ピーター・ハートマン、Jan Langhoff、韓国語詞はキム・テフン。

### 解説
2002年に自身が主役を務めた韓国ドラマ「マイラブ・パッチ」の主題歌。
原曲は2001年公開のデンマークのアニメ映画「とび★うおーず（Help! I'm a Fish）」のサウンドトラック収録曲「Mother Nature」（本編未使用）。歌手はドイツの俳優兼シンガーソングライターのクリスチャン・ワンダーリッヒとデンマークのティーンガールグループLittle Trees。

## 出演作品

### テレビドラマ
- ニュー・ノンストップ（2000年-2002年、MBC） - チャン・ナラ役
- 明朗少女成功記（2002年、SBS） - チャ・ヤンスン役
- マイラブ・パッチ（2002年、MBC） - ヤン・ソンイ役
- 恋したい（2004年、MBC） - チン・ボラ役
- キラメキの季節（銀色年華）（2004年、中国）
- ウェディング（2005年、KBS） - イ・セナ役
- グットモーニング上海（2007年、MBC）
- 童顔美女（2011年、KBS） - イ・ソヨン役
- ゆれながら咲く花（2012年-2013年、KBS） - チョン・インジェ役
- 運命のように君を愛してる（2014年、MBC） - キム・ミヨン役
- Mr.Back〜人生を二度生きる男〜（2014年、MBC） - ウン・ハス役
- 君を憶えてる（2015年、KBS） - チャ・ジアン役
- もう一度ハッピーエンディング（2016年、MBC） - ハン・ミモ役
- ゴー・バック夫婦（2017年、KBS） - マ・ジンジュ役
- 皇后の品格（2018年-2019年、SBS） - オ・サニー役
- VIP（2019年、SBS） - ナ・ジョンソン役
- オー・マイ・ベイビー（2020年、tvN） - チャン・ハリ役
- テバク不動産（2021年、KBS） - ホン・ジア役
- シークレット・ファミリー（2023年、tvN） - カン・ユラ役

### 映画
- OH! HAPPY DAY （2003年）
- 空と海（2009年）
- フライング・ウィズ・ユー（2012年）
- ポラロイド（2015年）カメオ出演